# جسم حامل
الجسم الحامل (بالإنجليزية: Transfersome)‏ هو علامة تجارية مسجلة من قبل الشركة الألمانية إيه جي أي دي أي، وأنها تستخدم من قبلها لتشير إلى تقنية توصيل الدواء. الناقل هو حويصلة اصطناعية مصممة لتكون بمثابة خلايا حويصلة، وبالتالي مناسبة لعملية ايصال الدواء وبصورة مسيطر عليها.

## الاستخدام
الجسم الحامل من التقنيات الأنسب لتقديم العلاج عبر الحواجز الحيوية وبدون تدميرها. فإن حويصلات الجسم الحامل يمكن نقلها عبر الجلد، على سبيل المثال، التي هي جزيئات كبيرة جدا لنشرها من خلال الحاجز. ومن الأمثلة على ذلك في تقديم جزيئات الدواء، مثل الانسولين أو مضاد للفيروسات، عبر الجلد من غير تدميره أو تضرره.

## التصنيع
حويصلات الجسم الحامل تعد بطريقة مماثلة لاعداد الجسم الدهني (اللايبوسوم)، إلا أنه لا يوجد فصل للحويصلة المرتبطة ووجود الدواء الحر.

## وصلات خارجية
- الفرق بين الجسم الحامل والجسم الدهني (اللايبوسوم)